# Rummel (Adelsgeschlecht)

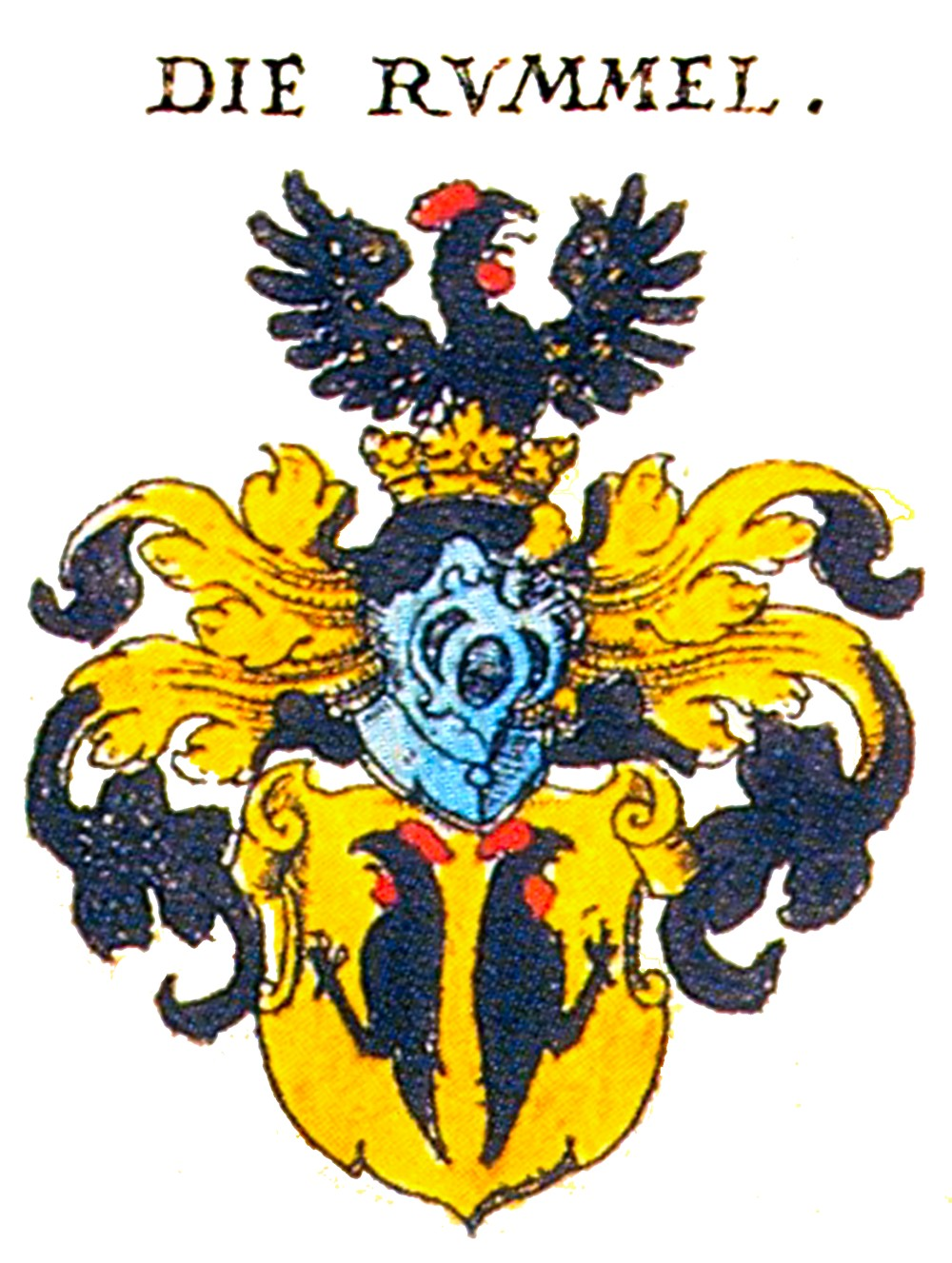
Wappen der Rummel in Siebmachers Wappenbuch von 1605

Die von Rummel (bisweilen auch Rumel, Romel, Rumbl, Ruml oder Rumell geschrieben) sind ein Patriziergeschlecht der Reichsstadt Nürnberg, das seit 1303 in Nürnberg ansässig war, dort seit 1370 Fernhandel betrieb. Ihr Handelsgebiet erstreckte sich über ganz Mitteleuropa. Neben Geldgeschäften (u. a. in Venedig, Bologna, Florenz, Mailand, Rom und Lübeck) handelten sie bevorzugt mit Gewürzen, Tuchen, Seidenwaren, Pelzen, Edelmetallen (v. a. Silber) und Salpeter. Seit 1412 verfügten die Rummel über eine eigene Kammer im Fondaco dei Tedeschi in Venedig, die 1497 an einen Kölner Handelsherrn weitergegeben wurde. Die Rummel wurden 1402 in den Inneren Rat und damit ins Nürnberger Patriziat aufgenommen. Durch den Erwerb der Herrschaft Lichtenau 1409 stieg die Familie auch in den ritterlichen Adel auf. Die Familie erwarb großen Grundbesitz in und um Nürnberg sowie in der Oberpfalz und in Tirol. 1761 wurde sie in den Freiherrenstand erhoben. Die Familie besteht bis heute.

## Geschichte

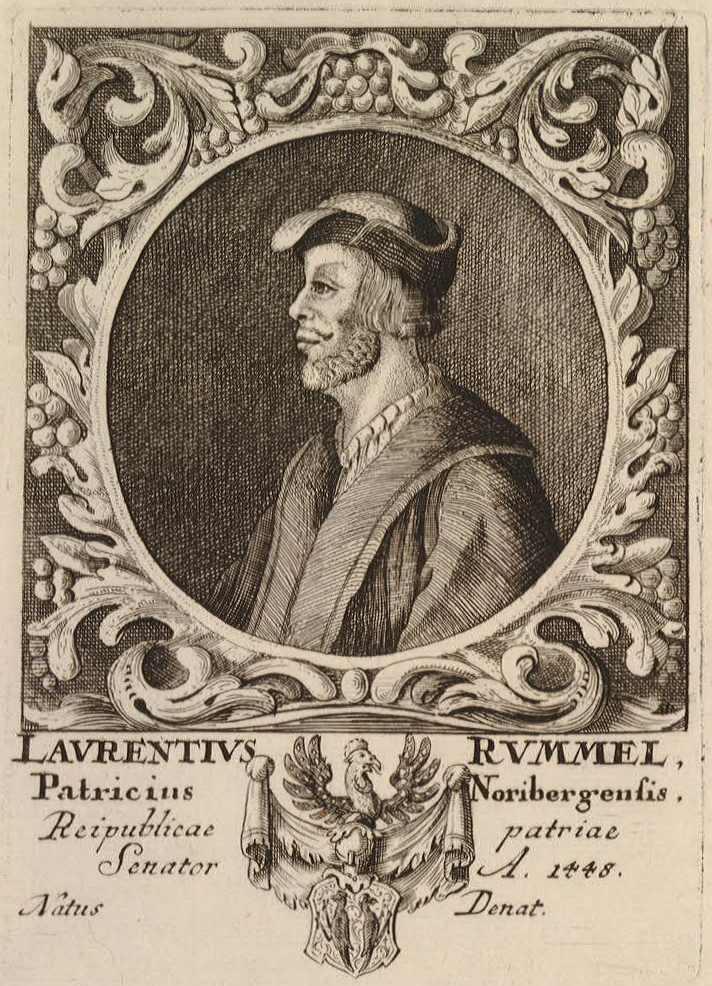
Lorenz Rummel († 1462), Nürnberger Patrizier, Ratsherr (Senator) 1448, Sohn des Mitbegründers des Handelshauses und Ratsherrn Wilhelm Rummel († 1425), Herrn von Lichtenau und Lonnerstadt (seit 1409 bzw. 1414), Kupferstich 17. Jahrhundert

In Franken begegnet der Name Rummel bereits im 13. Jahrhundert, in der Reichsstadt Nürnberg finden sich dann ab 1303 bei den Neubürgern mehrfach Träger des Namens.
Näher fassbar werden als erste die Brüder Heinrich I. (* um 1340; † 1417), genannt „der Reiche“, und Wilhelm I. (* nach 1350; † 1425), Handelsherren in Nürnberg. Beide unterhielten enge Beziehungen zum Pfalzgrafen und späteren König Ruprecht. 
Wilhelm I. wurde Kaufmann und Bankier mit engen Beziehungen zu Italien, besonders ab 1388/89. Heinrich I. begann mit dem Erwerb großen Grund- und Lehensbesitzes in und um Nürnberg. 1395 kaufte er vom Bischof von Würzburg das Recht auf einen Kornzehnten in Neuses. Vor 1397 erwarb er das Zeidelmuttergut Birnthon im Nürnberger Reichswald und 1409 vom Rat der Stadt auch die Herrschaft Lichtenau. Er räumte der Reichsstadt Nürnberg das Öffnungsrecht (Verfügungsgewalt) an der Burg Lichtenau ein und erhielt 1410 von König Ruprecht den Blutbann. (In den 1470er Jahren geriet das Handelsunternehmen in Italien in Schwierigkeiten. 1472 wurde die Herrschaft Lichtenau an das Nürnberger Reiche Almosen verkauft und auch der Zeidelhof in Birnthon veräußert.) 1402 wurde Heinrich I. in den Inneren Rat der Reichsstadt aufgenommen.
Wichtige Rollen hatten seine Söhne Hans I. († 1434), Heinrich II. (* um 1371; † 1446), Wilhelm II. († vor 1443) und Franz I († 1460). Alle waren mit Frauen aus dem Nürnberger Patriziat verheiratet.
Hans I. kaufte 1403 den Burgstall Lonnerstadt von Hans von Vestenberg und 1414 die dortigen Besitzungen und begründete die Linie Rummel von Lonnerstadt. Hans I. war 1427 Bürgermeister in Nürnberg.
Heinrich II. war 1426 Bürgermeister in Nürnberg. Er erbte großen Grundbesitz westlich von Nürnberg von seinem Vater. Nach dem Tod seines Bruders Hans I. wurde er Chef des Hauses Rummel und der Handelsgesellschaft.
Wilhelm II. Söhne, Heinrich III. († 1476) und Wilhelm IV. († 1480), weiteten um 1460 das Betätigungsfeld vom Handel auf den Bergbau aus.
Franz I. war 1428 Bürgermeister in Nürnberg. Im Ersten Markgrafenkrieg ab 1449 verstärkte er die Burg Lichtenau mit Unterstützung Nürnbergs durch den Bau von Befestigungen sowie die Bestückung mit Geschützen und Munition. Dennoch wurde die Burg am 13. August 1449 von Markgraf Albrecht Achilles erobert und erst 1453 an Franz Rummel zurückgegeben. Franz I. begleitete König Sigismund 1433 zu dessen Kaiserkrönung nach Rom, wo er zum Ritter geschlagen wurde. 1435 pilgerte er mit dem Markgrafen Albrecht Achilles und dessen Bruder Johann ins Heilige Land. Im Ersten Markgrafenkrieg war Franz I. einer der Nürnberger Heerführer. Auf der markgräflichen Seite kämpfte sein Neffe Ulrich († 1463), markgräflicher Pfleger zu Roth.
Sebald I. (* um 1418; † 1483), Sohn von Heinrich II., führte das Handelsgeschäft nach einem Universitätsstudium weiter. Ab 1452 lebte er zeitweise als Kaufmann in der Fondaco dei Tedeschi in Venedig. 1459 zog er sich von den Geschäften zurück, gab sein Nürnberger Bürgerrecht auf und zog sich auf sein Gut Neuses zurück, wo er 1483 starb. Durch seine Söhne Peter und Anton begründete er einen Familienzweig in Tirol (Schwaz bzw. Rattenberg), der noch im 16. Jahrhundert im Schwazer Bergbau (Silber und Kupfer) tätig war. Peter Rummel von Lichtenau (* 1457; † 1519) wurde 1511 in die Tiroler Adelsmatrikel aufgenommen. Er war seit 1497 Pfleger auf Schloss Sigmundslust, das er erneuern ließ, und stieg zum Rat und Hauskämmerer Erzherzog Sigismunds und zum Rat Kaiser Maximilians auf. 1500 wird er Eigentümer von Schloss Sigmundslust, das um 1520 an den Schwazer Gewerken Jörg Stöckl verkauft wurde. Anton Rummel von Lichtenau (* vermutlich 1462; † 1538) verwaltete die landesfürstliche Hütte in Rattenberg und wurde 1512 Pfleger des Landgerichts Schwaz. Mit seinem Enkel Anton, Pfleger von Bruneck, starb der Tiroler Zweig der Rummels 1590 aus.

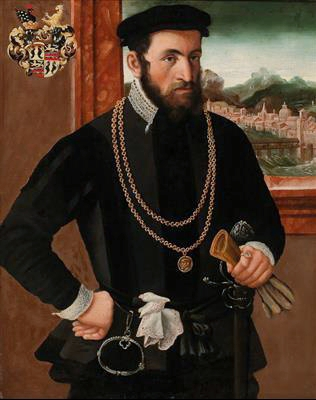
Anton Rummel von Lichtenau († 1590), kaiserlicher Rat und Pfleger zu Bruneck, um 1550

Die Tochter Wilhelms IV., Anna († 1521), heiratete 1472 Hans Frey. Deren Tochter Agnes (* 1475; † 1539) heiratete 1494 Albrecht Dürer.
Wilhelm VII. Rummel (* 1540; † 1591) war noch 1571 – 1575 Mitglied des Inneren Rats von Nürnberg, sein Bruder Balthasar II. (* 1547; † 1620) war seit 1612 Nürnberger Pfleger zu Hohenstein und seit 1613 Nürnberger Pfleger zu Betzenstein, beide kauften nach 1576 die Hofmark Zant. Conrad Thomas Rummel von Lichtenau zu Zandt ehelichte 1677 Maria Anna Violanda von Salis und bekam über sie die Hofmark Zell (ehemals Burg Lobenstein); die Familie Rummel blieb bis 1803 im Besitz dieser Hofmark. Sein Sohn, Johann Ludwig von Rummel (* 27. November 1696; † 18. März 1761 in Amberg), heiratete 1717 Maria Anna Christiana Notthafft von Weißenstein; er wurde 1750/51 vom Kurfürst Maximilian III. Joseph in den Freiherrenstand erhoben. Das Ehepaar hatte vier Kinder: Johann Wilhelm (* 25. August 1729), Maria Franziska Carolina (* 26. Februar 1733), Maria Josepha Walburga (* 17. Januar 1740) und Joseph Anton (* 25. Juni 1743).

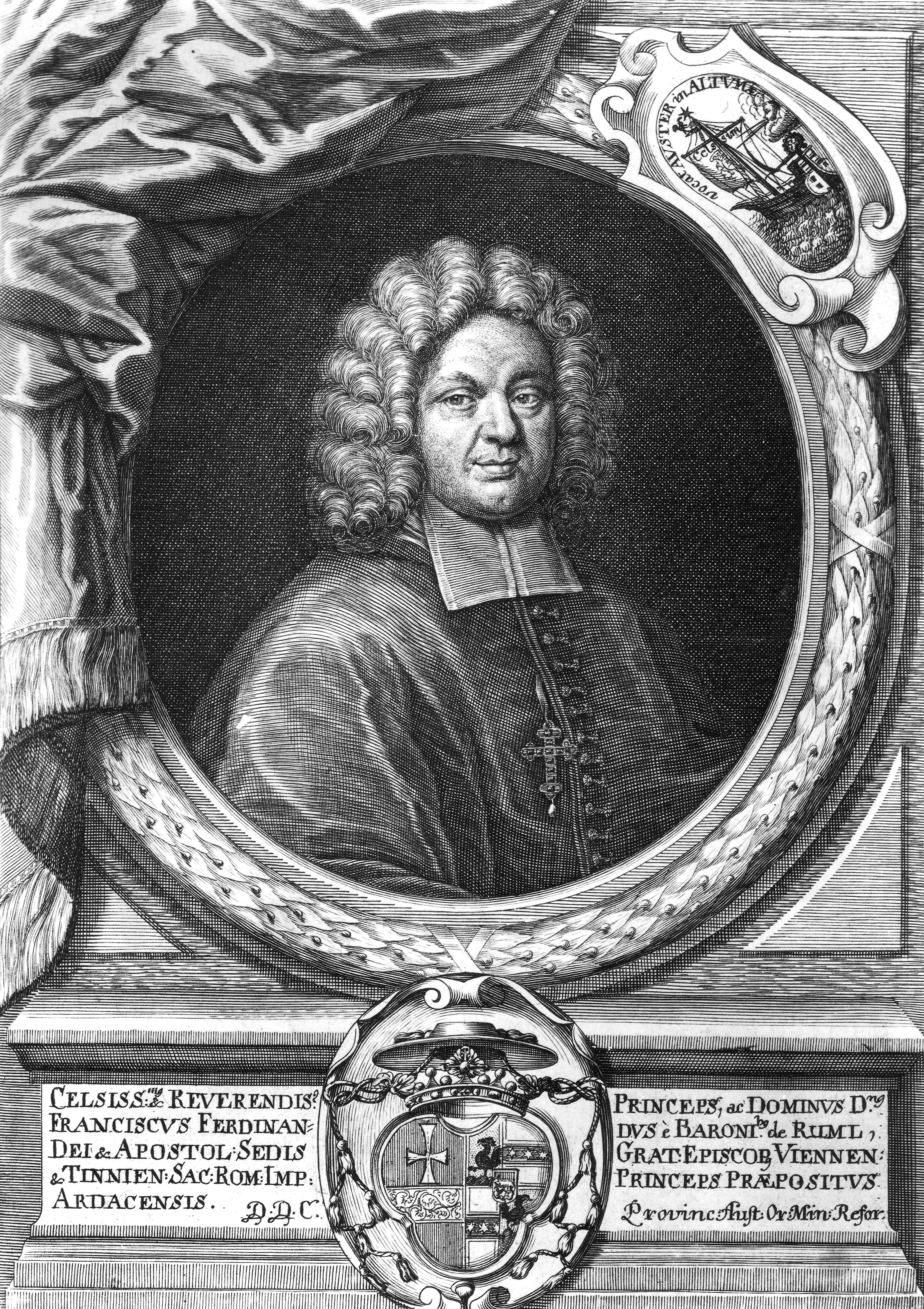
Franz Ferdinand von Rummel (1644–1716), Fürstbischof von Wien

Bekannt wurde Franz Ferdinand von Rummel (1644–1716), der aus Weiden in der Oberpfalz gebürtig war und zum Fürstbischof der Diözese Wien aufstieg. Er war auch Erzieher des späteren Kaisers Joseph I. Er erwarb die niederösterreichischen Herrschaften Gars und Buchberg am Kamp. Diese Besitzungen gingen dann an seinen Neffen, den Unterjägermeister Franz Joseph Freiherr von Rummel, der sie verkaufte. Einer seiner Brüder war der kurbayerische Grenadier-Hauptmann Wilhelm Ludwig Romedi Freiherr von Rummel, seine Gemahlin war eine geborene Reichsfreiin von Gise. Der Oberst Joseph Freiherr von Rummel ist der Stammvater der Freiherren Rummel zu Pfrentschen und zu Herrnried in der Oberpfalz. In Pfrentsch betrieben die Rummel eine Glas- und Spiegelschleiferei; Schloss Herrnried erwarb 1702 Wilhelm Ludwig von Rumel zu drei Vierteln und 1708 erwarb er noch den vierten Anteil hinzu. Der spätere Gustav Adolph Reichsfreiherr von Rummel stand als Stabsoffizier bei der Kavallerie in bayerischen Diensten. Freiherr Gustav von Rummel verkaufte Schloss Herrnried 1856.
Ein Zweig der Familie kam in den Besitz von Schloss Waldau in der Oberpfalz. Der erste war 1681 Franz Ferdinand von Rummel. Sein Sohn, Johann Karl Freiherr von Rummel, verheiratet mit Rosina Dorothea, geb. Freiin von Podewils, stiftete 1716 ein Benefiziat für Waldau; er ließ auch die baufällig gewordene Kirche von Waldau in die bereits leerstehende Burg Waldau verlegen. Dessen Sohn Joseph Freiherr Rummel von Waldau (* 1714 in Waldau; † 14. Juni 1789 in Wien) wurde k. k. Oberst und Ritter des Maria-Theresien-Ordens. Ein Johann Nepomuk Freiherr von Rummel zu Waldau (* 1744; † 1795) war Page, Hofrat, Kammerrat und Geistlicher Rat und Mitglied des Illuminatenordens. Die überschuldeten Besitzungen von Waldau kamen 1810 an die Freiherrn von Lilien.
Auf Schloss Winbuch in der Oberpfalz ist 1702 bis 1711 Konrad Thomas Rummel nachgewiesen.
Schloss Engelseck in Oberösterreich kam 1726 an Franziska von Rummel. 1783 verkaufte sie den Besitz.
Mit Schloss Kirchenödenhart in der Oberpfalz waren ab 1756 einige Frauen aus der Familie Rummel in Beziehung: 1772–92 Anna Hildegund Freiin von Rummel, verheiratet mit dem Besitzer Sigmund von Fachbach ; Alwine von Rummel, seit 1830 verheiratet mit dem Besitzer, dem damaligen Bürgermeister von Regensburg und späteren (1848) bayerischen Innenminister, Gottlieb Carl Freiherr von Thon-Dittmer. Zuletzt lebte und starb hier die ledige Elise Freyin von Rummel (* 1756; † 1821, begraben in Dietldorf), Konventualin des Klosters Schmerlenbach.
Das Schloss Emhof in der Oberpfalz war von 1769 bis 1800 im Besitz der Freiherren von Rummel.
Ein heutiger Vertreter der Familie ist der Archäologe Philipp von Rummel.

## Wappen

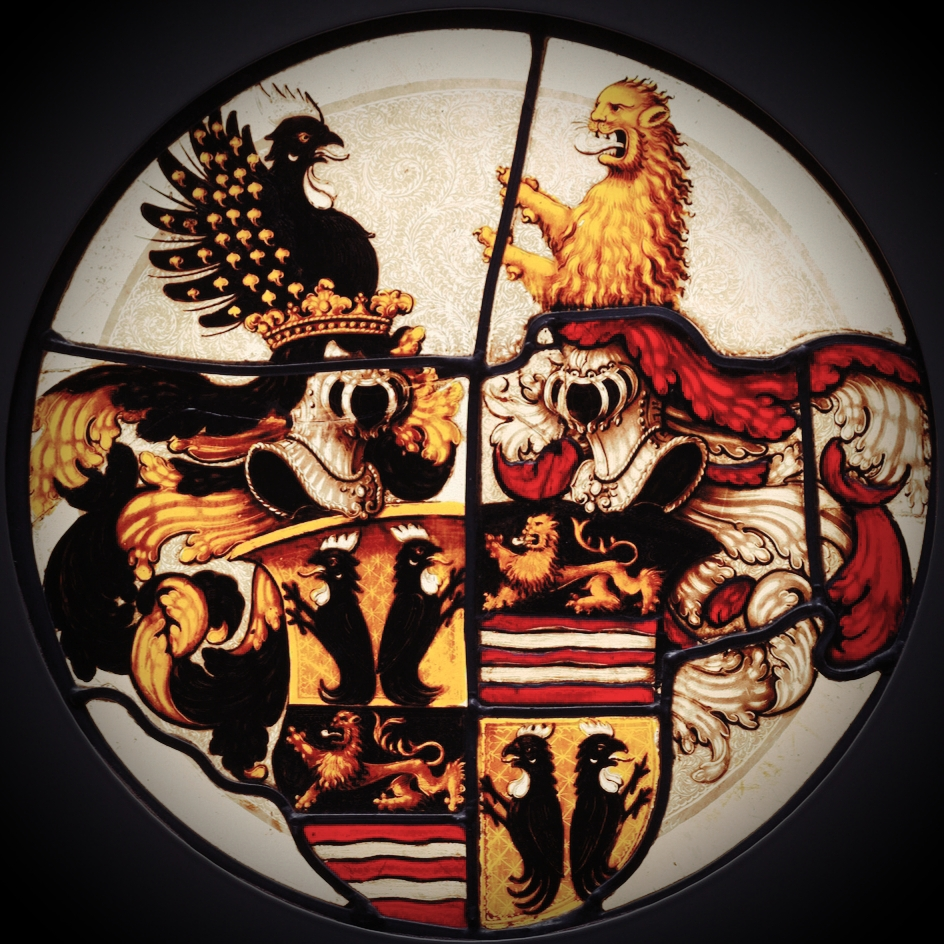
Wappen derer Rummel von Lichtenau, um 1520

Die Gebrüder Franciscus, Johannes, Heinrich, Georius und Wilhelm erhielten von Kaiser Siegmund in Rom am Freitage vor Margarethen 1433 die Bestätigung und Besserung ihres Wappens (decoratio coronae). Die gleiche Begnadigung erhielten die Gebrüder Wolfgang und Christoph Rumel am 14. Februar 1539. Beschrieben wird dieses Wappen: „aufrecht neben einander zwei Hanen mit offenen schnebeln, die von einander kerende und r. ausgeschlagenen Zunglin, Kamp und Lappen“.
Die Rummel von Lichtenau und Lonnerstadt hatten im Wappen zwei abgewendete Hähne, auf dem Helm ein großer wachsender Hahn mit Flügeln, später (nach 1751) auf dem Helm einen Hahn mit Flügeln mit großen Schwingen.
Das Wappen der Rummel aus dem 17. Jahrhundert zeigt einen Neptun auf einem der Helme und ist aus den drei älteren Wappen kombiniert. Auf dem Schild ist eine säugende Wölfin zu sehen. Dieses bekannte Bild von Romulus und Remus ist wohl eine Anspielung auf den Namen Rummel.
Auf dem Wappen der Rummel in der Oberpfalz: Drei Helme, der 1. trägt einen gekrönten und geharnischten herauswachsenden Mann, der in jeder Hand ein Schwert hält, der 2. einen gekrönten schwarzen Doppeladler, der 3. einen wachsenden Seegott (Neptun). Es ist geviertelt mit einem Herzschild, darauf steht in rot auf grünem Rasen die Wölfin, die zwei nackte Knaben säugt. Im 1. und 4. Quadranten der Viertelung steht auf einem großen Berg ein kampfgerüsteter nach außen schauender Hahn, im 2. und 3. Quadranten ist jeweils ein blauer Balken mit drei Sternen.
Wappenvarianten

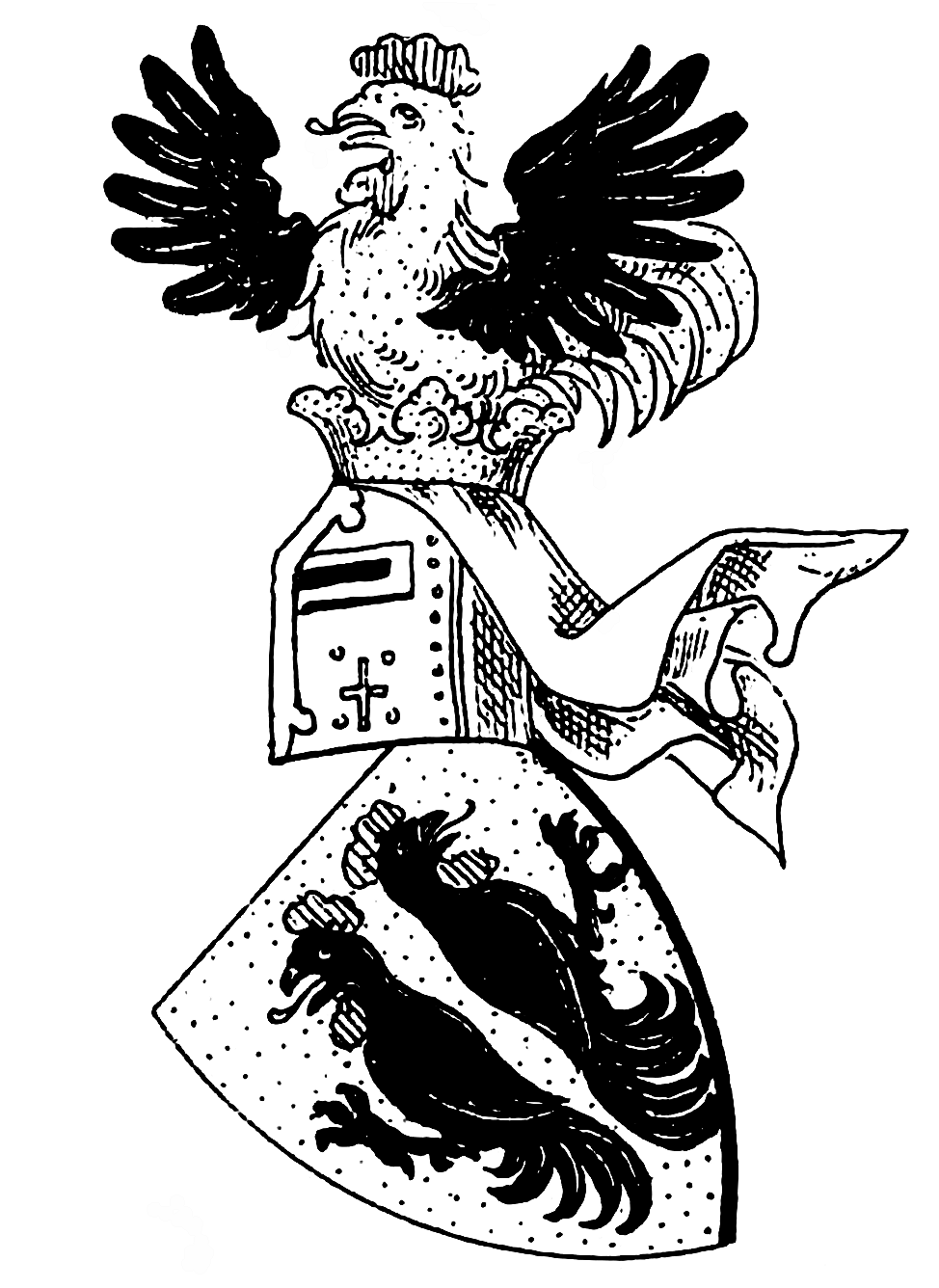
Wappen der Rummel
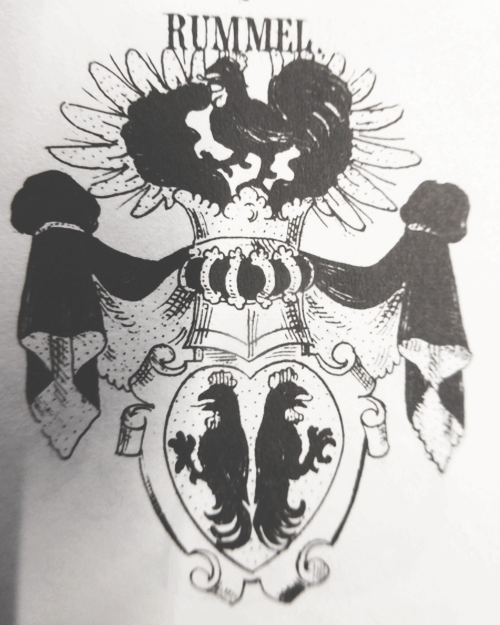
Wappen der Rummel von Nürnberg
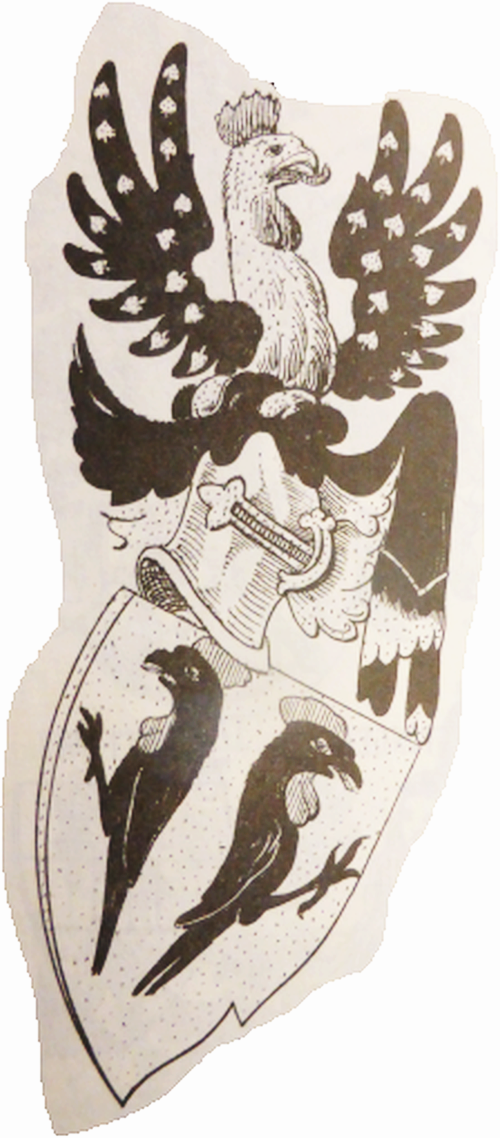
Wappen der Rummel von Nürnberg
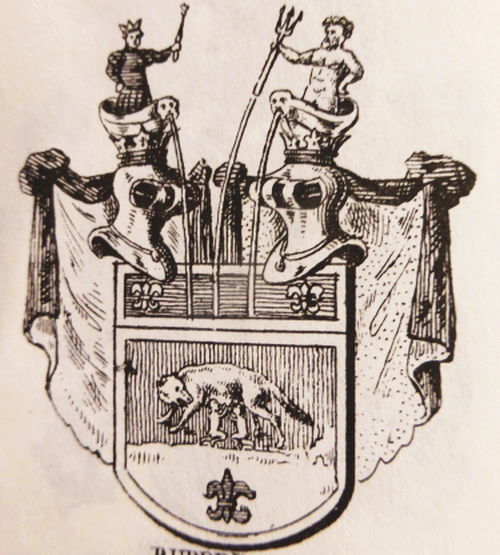
Vermehrtes Wappen der Rummel in der Oberpfalz
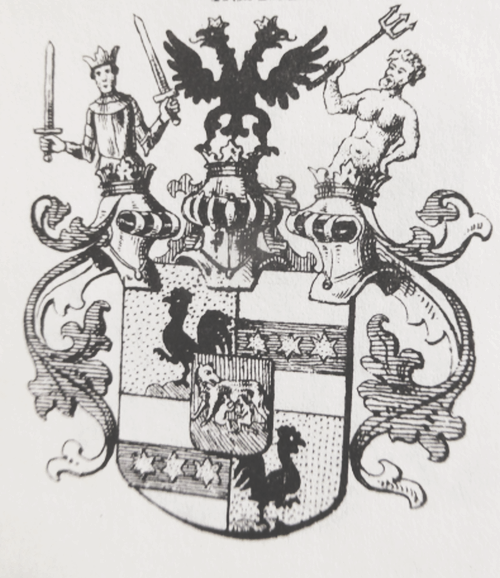
Vermehrtes Wappen der Rummel in der Oberpfalz
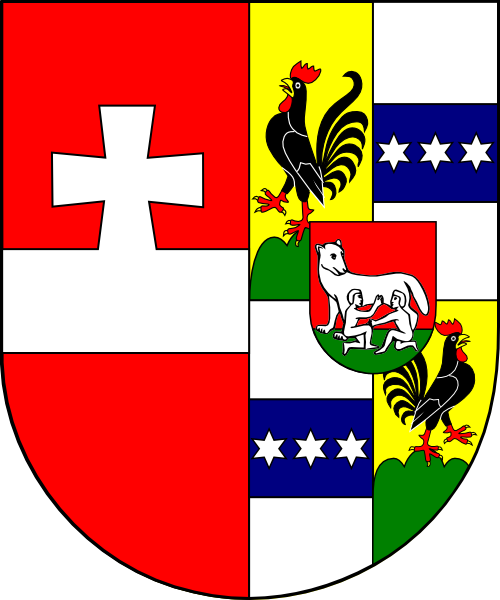
Wappen des Wiener Fürstbischofs Franz Ferdinand Rummel

## Berühmte Familienmitglieder
- Franz Ferdinand von Rummel (1644–1716), Fürstbischof der Diözese Wien
- Gustav Waldau, eigentlich Gustav Freiherr von Rummel (1871–1958), deutscher Theater- und Filmschauspieler.[16][17]
- Elizabeth "Lizzie" Rummel (1897–1980), deutsch-kanadische Umweltschützerin
- Walter von Rummel (1873–1953), deutscher Schriftsteller
- Friedrich von Rummel (1910–2002), deutscher Diplomat
- Philipp von Rummel (* 30. April 1975), deutscher Archäologe